# Tipula sparsissima
Tipula sparsissima är en tvåvingeart som beskrevs av Alexander 1928. Tipula sparsissima ingår i släktet Tipula och familjen storharkrankar.
Artens utbredningsområde är Taiwan. Inga underarter finns listade i Catalogue of Life.